# ويل كين (محرر)
ويل كين (بالإنجليزية: Will Cain)‏ هو محرر أمريكي، ولد في 28 مارس 1975.